# Flatsetøya
Flatsetøya  est une île de la commune de Kristiansund, du comté de Møre og Romsdal, dans la mer de Norvège.

## Description

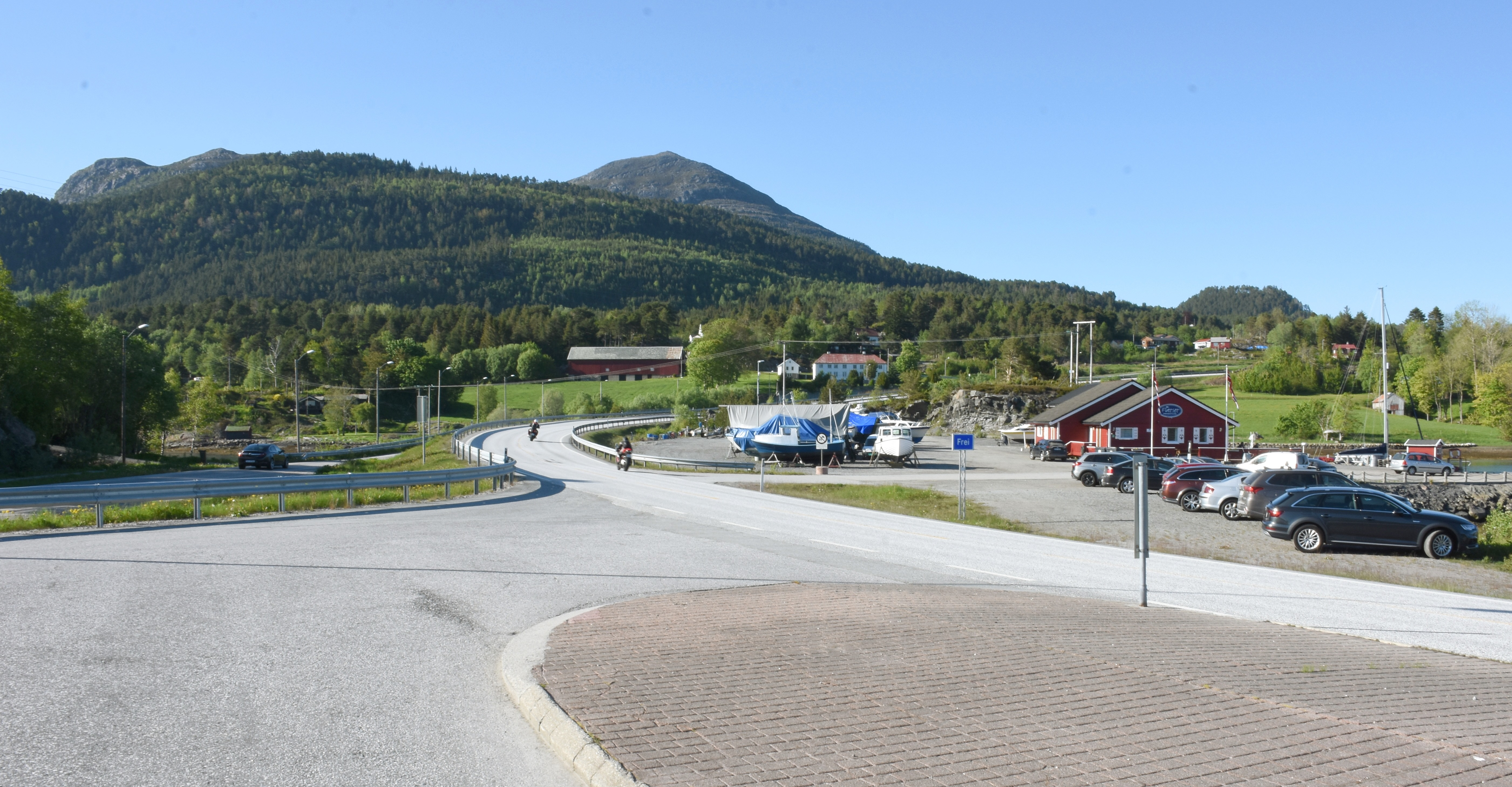
Autoroute 70

L'île de 1,06 km2 est située directement au sud de l'île de Frei, avec laquelle elle est reliée par deux ponts. 
Le pont le plus ancien dessert le trafic local et le plus récent dessert la route nationale 70. 
Le détroit est très peu profond et peu fréquenté. Le tunnel de Freifjord (en) et la route nationale 70 passe sous le fjord vont à l'île de Bergsøya à Flatsetøya. Au nord-est de l'île, à Porkholmen, se trouve une marina.